# 斯皮诺内-阿尔拉戈
斯皮诺内-阿尔拉戈（義大利語：Spinone al Lago），是意大利贝加莫省的一个市镇。总面积1平方公里，人口1039人，人口密度1039.0人/平方公里（2009年）。国家统计（ISTAT）代码为016205。